# Polnische Kronjuwelen

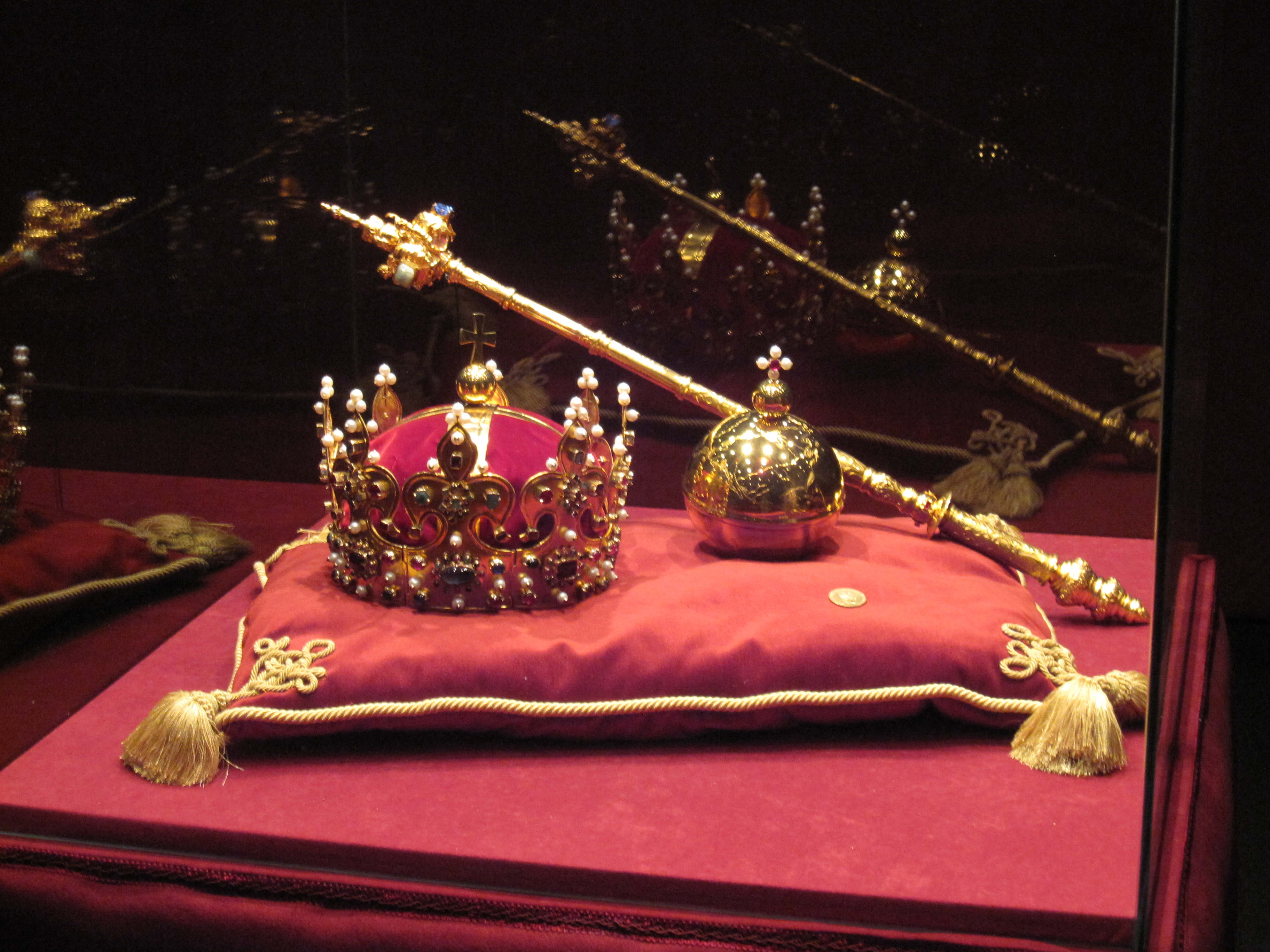
Nachfertigungen der Krone von Bolesław I., des Reichsapfels und Zepters für die Krönung von Stanislaus II. August Poniatowski im Jahre 1764

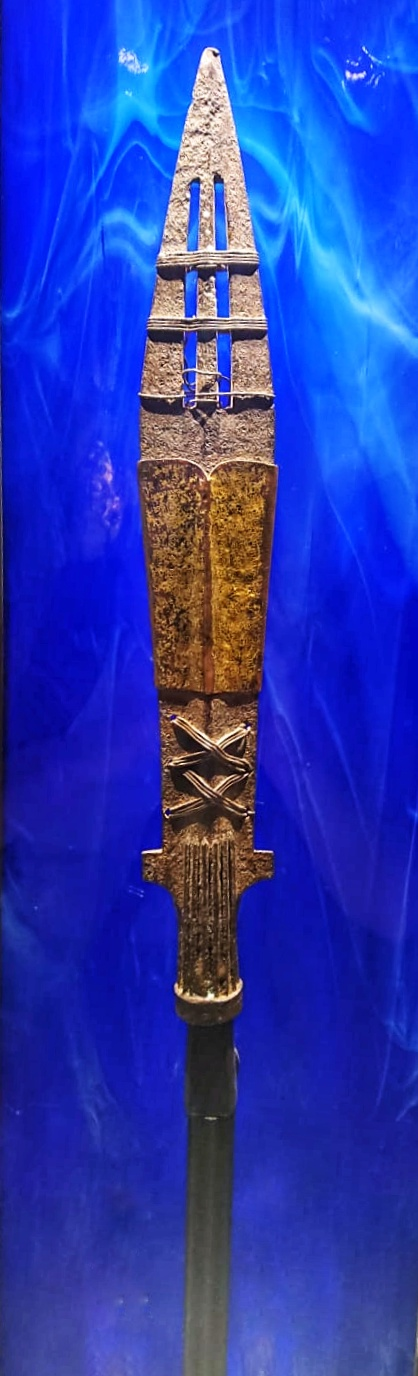
Polnische Nachfertigung der Replik der Heiligen Lanze, Wawel-Kathedrale Schatzkammer

Die Polnischen Kronjuwelen waren die Regalien des Königreichs Polen.
Aus der Zeit der Herrscherdynastie der Piasten im Mittelalter ist nur das Krönungsschwert Szczerbiec erhalten geblieben. Es wird gemeinsam mit den anderen später gefertigten Kronjuwelen im Schloss Wawel in Krakau aufbewahrt.
In der Regierungszeit der Jagiellonen und der Wasakönige in Polen wurden weitere Insignien angefertigt, unter anderem die „Ungarische Krone“ und die „Schwedische“ Krone aus dem 16. Jahrhundert, die jedoch verloren gingen oder zerstört wurden. Erhalten blieb das Płock-Diadem. Unter den Herrschern der sächsischen Wettiner aus Dresden entstanden die Krone Augusts II. und die Krone Augusts III.
Nach der 3. Polnischen Teilung wurden Teile der Polnischen Kronjuwelen, die zu jener Zeit bestanden, von den Preußen geraubt und 1809 unter dem preußischen König Friedrich Wilhelm III. eingeschmolzen und zerstört.

## Galerie (Auswahl)

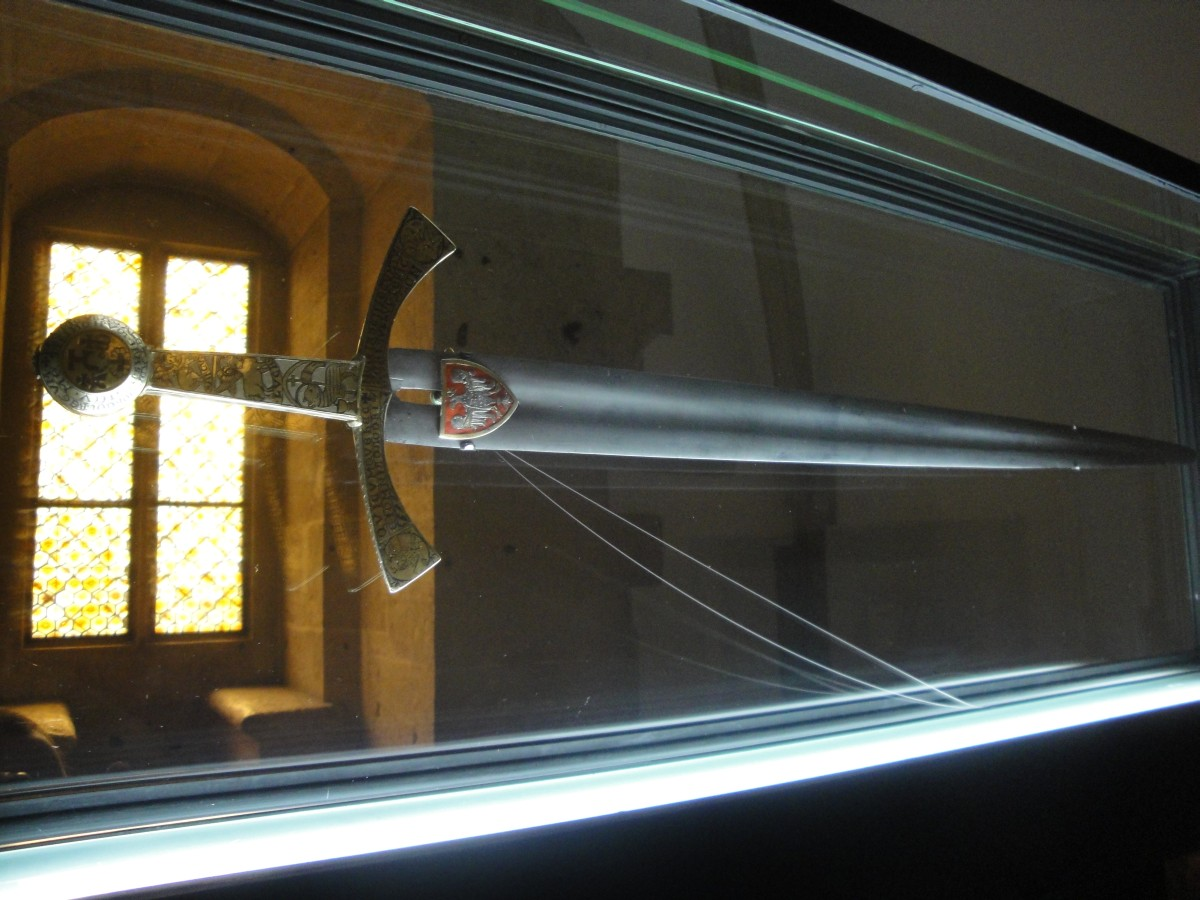
Das Szczerbiec-Schwert
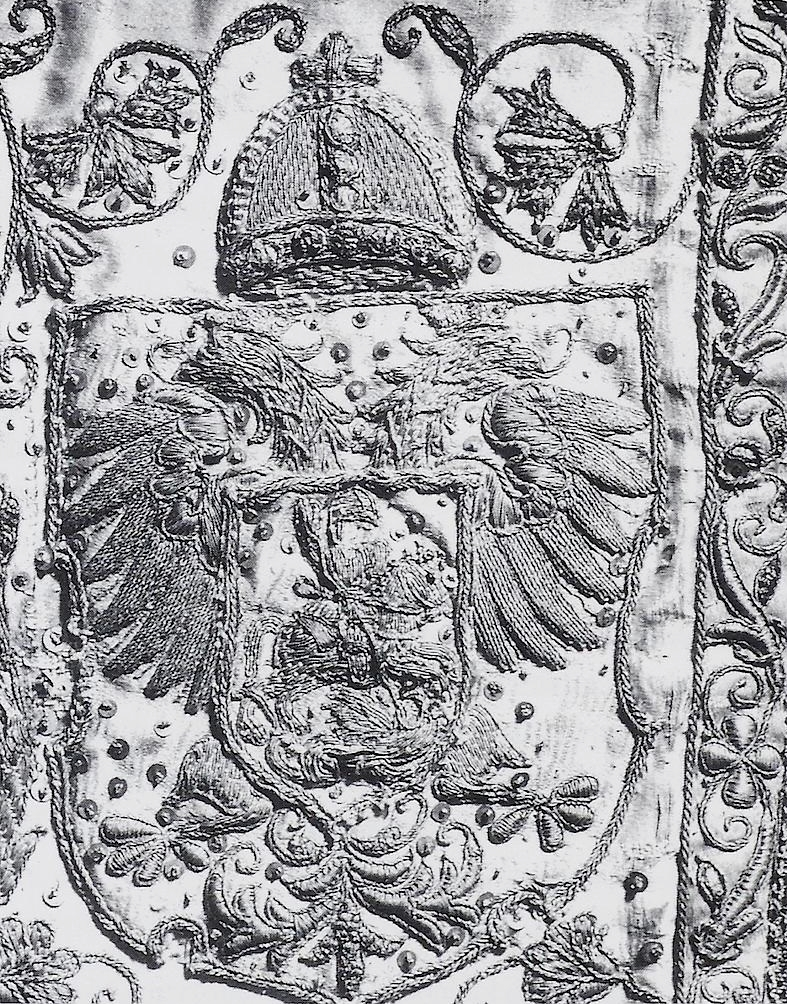
Krönungsrobe von Władysław IV. Wasa (Detail) mit polnischen und schwedischen Wappen
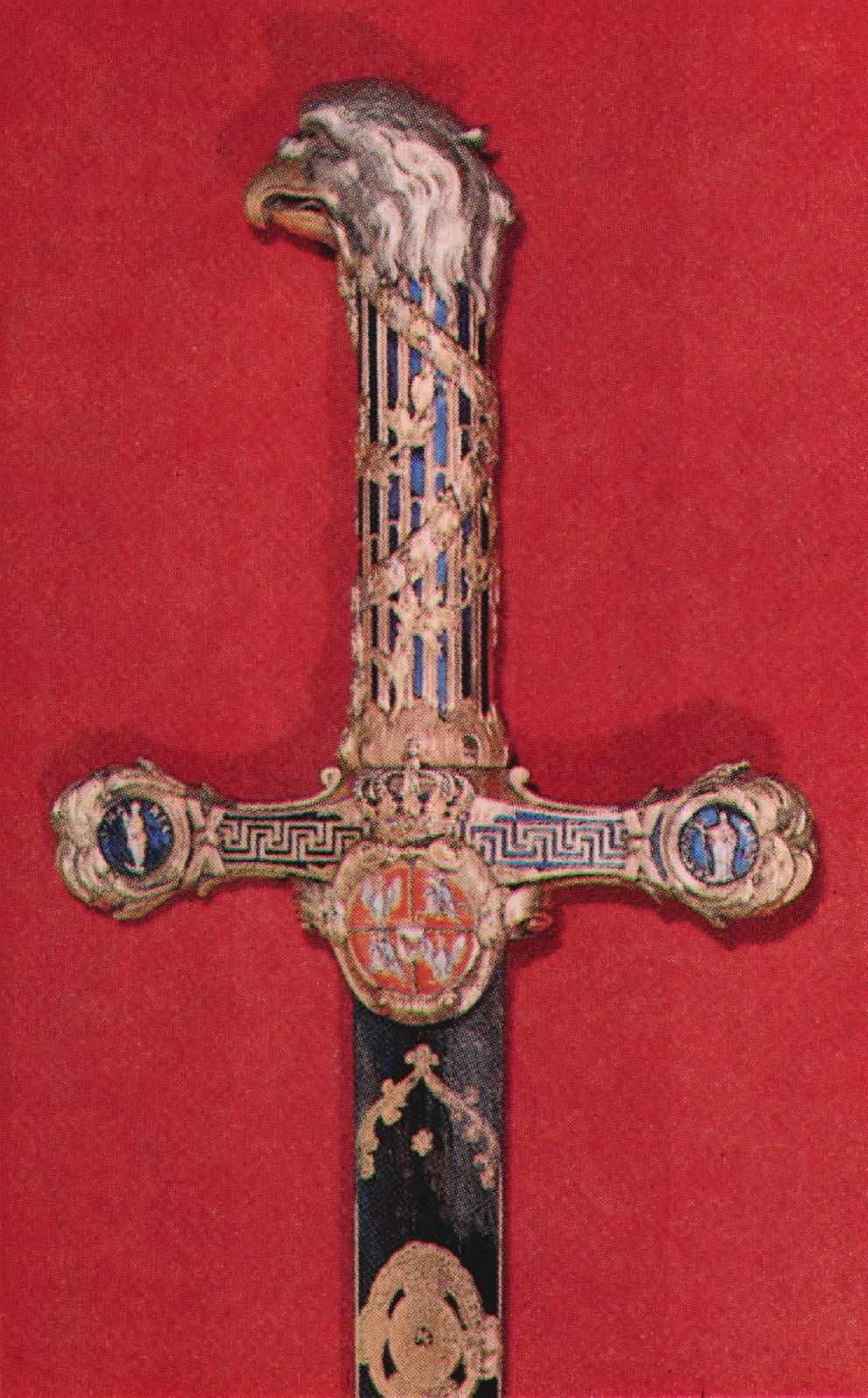
Krönungsschwert von König Stanislaus II. August Poniatowski
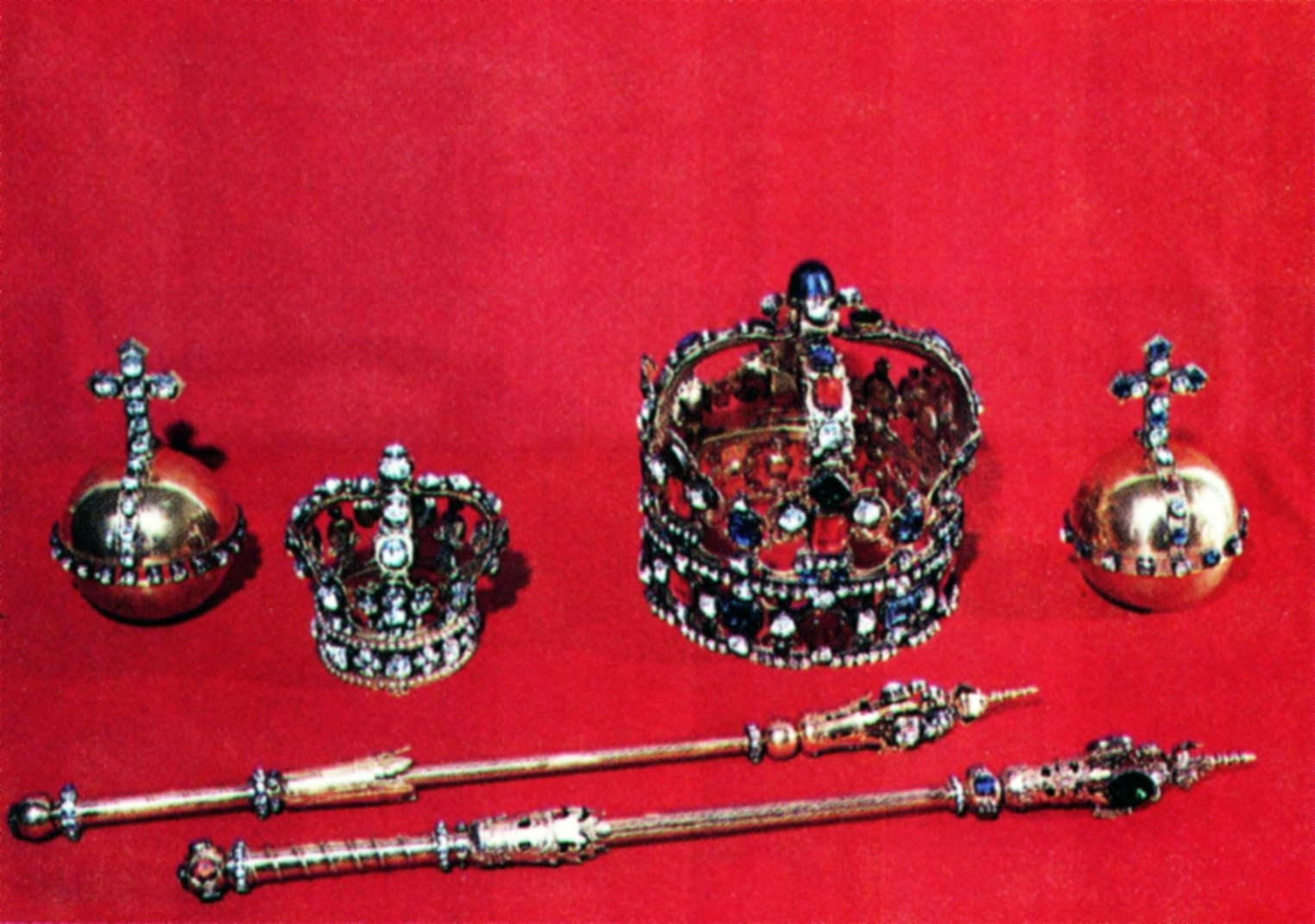
Kronjuwelen von König August III. von Sachsen und Königin Maria Josepha von Österreich.